# Bucciali TAV 30

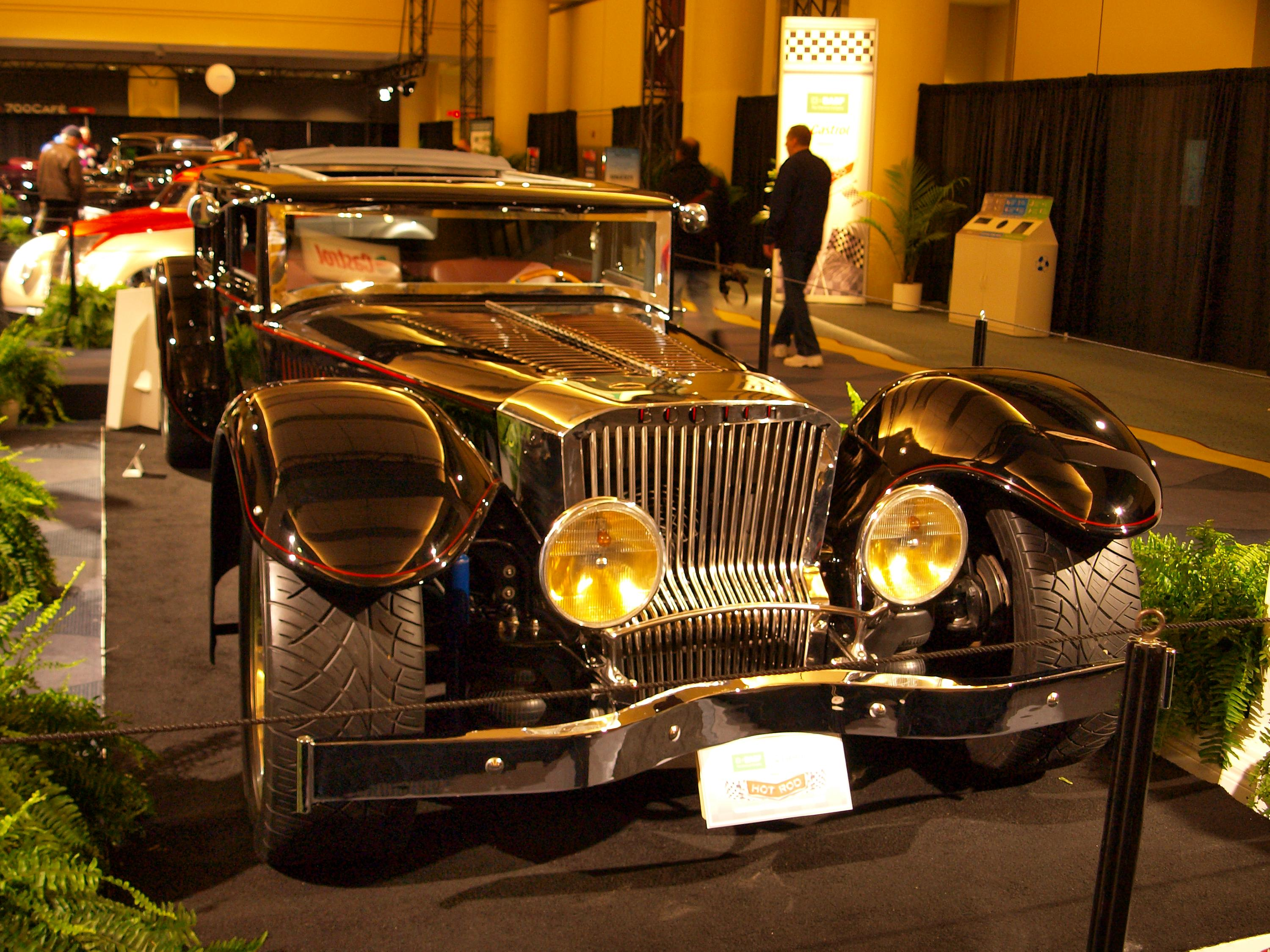
Bucciali TAV 30. На виставці 2013

Bucciali TAV 30 (Typ 6 (Bucciali TAV 30)) (TAV — Traction Avant укр. передній привід) — передньопривідна модель автомашини люкс-класу, виготовлена французькою компанією Automobiles Bucciali на початку 1930-х років. Як і у більшості моделей компанії Bucciali, достовірно невідома кількість вироблених шасі, автомашин.

## Історія
Після позитивної зацікавленості до автомашин Bucciali типів 4 і 5 брати Буччіаллі впродовж 1930 розробили шасі моделі Тип 6 — TAV 30 з більш потужним мотором, готуючись вийти на авторинок США. На базі шасі Тип 6 виготовили видовжене шасі Тип 7 для Bucciali TAV 12). Вони відмовились від повторного використання мотора Continental 13 K з попередніх моделей через занадто високу вартість його переробки для підвищення потужності і для переднього приводу та застарілу конструкцію з середини 1920-х років. Шасі Тип 6 виготовили на видовженому посиленому шасі з колісною базою 3734 мм було встановлено 8-циліндровий мотор американської об'ємом 5219 см³ і потужністю 93 к.с. компанії Lycoming Engines, що належала до автомобілебудівного холдингу Cord Corporation Еррета Лоббана Корда (компанії Auburn, Cord, Duesenberg). Саме Cord L29 був першим у США серійним передньопривідним автомобілем і мотор Lycoming з встановленою спереду коробкою передач був спеціально розроблений для такого типу машин і був виправданий з точки зору створення спільної компанії. Велика депресія значно вплинула на конкурентоздатність компанії Bucciali. Перш за все Peerless відмовився від виготовлення авто Johnston-Bucciali TAV 8, плануючи зайнятись пивоварінням під брендом Carling. Шасі Тип 6 встановили 12-циліндровий авіаційний мотор, кузов кабріолет (TAV16) і використали для пробної поїздки на 1000 км.
Влітку 1931 для привернення уваги до їхньої компанії брати Буччіалі намагались виготовити спортивний автомобіль на шасі TAV 30. Вони планували використати мотор Mercedes з турбонаддувом, але він виявився занадто дорогим, а шасі TAV 30 занадто широким і надто важким для автоспорту. У каталозі 1931 рекламувався спортивний автомобіль з 8-циліндровим мотором об'ємом 5,2 л чи 16-циліндровий об'ємом 7,6 л. Шасі Типу 6
Для імітації серійного виробництва на Паризькому автосалоні 1931 року були виставлені два макети Bucciali TAV 30 з кузовами родстер і кабріолет (див. далі).
Поль-Альберт Буччіалі згадував про проданих 3-4 автомобілях на шасі Тип 6. Наразі підтверджено виготовлення двох шасі.
- Кабріолет дизайну Жана Савчика і кузовної фірми Courbevoie, що демонструвався на салоні 1931 року. При довжині 5,75 м він був найнижчим авто свого часу з колесами діаметром 1 м, причому передні крила були на рівні капоту. Проданий 1933 року.[5][6]
- Двомісний родстер, чий кузов почали проектувати брати Буччіалі і кузовна компанія Guillet. Братам обурились виглядом кузова через якість його виготовлення і відмовились його брати, а на салоні його 1931 замінили давнішим типу торпедо дизайну Жана Савчика. Збереглись світлини цього авто на Лазурному березі, на основі чого німецький журнал «Motor Klassik» констатував, що це не був звичний для Буччіалі макет авто, а він міг самостійно рухатись. Можливо, на шасі цього авто пізніше встановили кузов лімузина.[7]
- Відомі повідомлення Поль-Альберт Буччіалі про семимісний лімузин на шасі Типу 6 з низькою лінією даху і капоту, які ставляться під сумнів. Можливо йшлось про нереалізований проект (ескіз у каталозі) чи авто Типу 7 з схожим шасі.[8][9]